# Адміністративний устрій Богуславського району
Адміністративний устрій Богуславського району — адміністративно-територіальний поділ Богуславського району Київської області на 1 міську громаду, 1 сільську громаду, 1 міську та 15 сільські ради, які об'єднують 41 населений пункт та підпорядковані Богуславській районній раді. Адміністративний центр — місто Богуслав.

## Список громадБогуславського району
| № | Назва                       | Центр       | Населені пункти                                                                | Площа км² | Місце за площею | Населення (2001), осіб. | Місце за населенням |
| - | --------------------------- | ----------- | ------------------------------------------------------------------------------ | --------- | --------------- | ----------------------- | ------------------- |
| 1 | Богуславська міська громада | м. Богуслав | м. Богуслав с. Біївці с. Івки с. Киданівка с. Поташня с. Розкопанці с. Хохітва |           |                 |                         |                     |
| 2 | Медвинська сільська громада | с. Медвин   | с. Медвин с. Дібрівка с. Закутинці с. Красногородка с. Побережка с. Софійка    |           |                 |                         |                     |

## Список радБогуславського району
| №  | Назва                         | Центр         | Населені пункти                                      | Площа км² | Місце за площею | Населення (2001), осіб. | Місце за населенням |
| -- | ----------------------------- | ------------- | ---------------------------------------------------- | --------- | --------------- | ----------------------- | ------------------- |
| 1  | Бранепільська сільська рада   | с. Бране Поле | с. Бране Поле                                        |           |                 |                         |                     |
| 2  | Вільховецька сільська рада    | с. Вільховець | с. Вільховець с. Калинівка с. Половецьке с. Семигори |           |                 |                         |                     |
| 3  | Дибинецька сільська рада      | с. Дибинці    | с. Дибинці с. Бородані                               |           |                 |                         |                     |
| 4  | Дмитренківська сільська рада  | с. Дмитренки  | с. Дмитренки с. Гута с. Коряківка                    |           |                 |                         |                     |
| 5  | Іванівська сільська рада      | с. Іванівка   | с. Іванівка                                          |           |                 |                         |                     |
| 6  | Ісайківська сільська рада     | с. Ісайки     | с. Ісайки с. Яцюки                                   |           |                 |                         |                     |
| 7  | Мисайлівська сільська рада    | с. Мисайлівка | с. Мисайлівка с. Чайки                               |           |                 |                         |                     |
| 8  | Митаївська сільська рада      | с. Митаївка   | с. Митаївка                                          |           |                 |                         |                     |
| 9  | Михайлівська сільська рада    | с. Михайлівка | с. Михайлівка с. Олексіївка                          |           |                 |                         |                     |
| 10 | Москаленківська сільська рада | с. Москаленки | с. Москаленки                                        |           |                 |                         |                     |
| 11 | Саварська сільська рада       | с. Саварка    | с. Саварка с. Лютарі                                 |           |                 |                         |                     |
| 12 | Синицька сільська рада        | с. Синиця     | с. Синиця                                            |           |                 |                         |                     |
| 13 | Тептіївська сільська рада     | с. Тептіївка  | с. Тептіївка с. Дешки                                |           |                 |                         |                     |
| 14 | Шупиківська сільська рада     | с. Шупики     | с. Шупики с. Карандинці с. Туники                    |           |                 |                         |                     |
| 15 | Щербашинецька сільська рада   | с. Щербашинці | с. Щербашинці                                        |           |                 |                         |                     |

## Адміністративний устрійБогуславського районудо початку реформи 2015 - 2020 років
| №  | Назва                         | Центр         | Населені пункти                                       | Площа км² | Місце за площею | Населення (2001), осіб. | Місце за населенням |
| -- | ----------------------------- | ------------- | ----------------------------------------------------- | --------- | --------------- | ----------------------- | ------------------- |
| 1  | Богуславська міська рада      | м. Богуслав   | м. Богуслав                                           |           |                 |                         |                     |
| 2  | Біївецька сільська рада       | с. Біївці     | с. Біївці                                             |           |                 |                         |                     |
| 3  | Бранепільська сільська рада   | с. Бране Поле | с. Бране Поле                                         |           |                 |                         |                     |
| 4  | Вільховецька сільська рада    | с. Вільховець | с. Вільховець с. Калинівка с. Половецьке с. Семигори  |           |                 |                         |                     |
| 5  | Дибинецька сільська рада      | с. Дибинці    | с. Дибинці с. Бородані                                |           |                 |                         |                     |
| 6  | Дмитренківська сільська рада  | с. Дмитренки  | с. Дмитренки с. Гута с. Коряківка                     |           |                 |                         |                     |
| 7  | Іванівська сільська рада      | с. Іванівка   | с. Іванівка                                           |           |                 |                         |                     |
| 8  | Ісайківська сільська рада     | с. Ісайки     | с. Ісайки с. Яцюки                                    |           |                 |                         |                     |
| 9  | Киданівська сільська рада     | с. Киданівка  | с. Киданівка                                          |           |                 |                         |                     |
| 10 | Медвинська сільська рада      | с. Медвин     | с. Медвин с. Дібрівка                                 |           |                 |                         |                     |
| 11 | Мисайлівська сільська рада    | с. Мисайлівка | с. Мисайлівка с. Чайки                                |           |                 |                         |                     |
| 12 | Митаївська сільська рада      | с. Митаївка   | с. Митаївка                                           |           |                 |                         |                     |
| 13 | Михайлівська сільська рада    | с. Михайлівка | с. Михайлівка с. Олексіївка                           |           |                 |                         |                     |
| 14 | Москаленківська сільська рада | с. Москаленки | с. Москаленки                                         |           |                 |                         |                     |
| 15 | Побережківська сільська рада  | с. Побережка  | с. Побережка с. Закутинці с. Красногородка с. Софійка |           |                 |                         |                     |
| 16 | Розкопанецька сільська рада   | с. Розкопанці | с. Розкопанці                                         |           |                 |                         |                     |
| 17 | Саварська сільська рада       | с. Саварка    | с. Саварка с. Лютарі                                  |           |                 |                         |                     |
| 18 | Синицька сільська рада        | с. Синиця     | с. Синиця                                             |           |                 |                         |                     |
| 19 | Тептіївська сільська рада     | с. Тептіївка  | с. Тептіївка с. Дешки                                 |           |                 |                         |                     |
| 20 | Хохітвянська сільська рада    | с. Хохітва    | с. Хохітва с. Івки с. Поташня                         |           |                 |                         |                     |
| 21 | Шупиківська сільська рада     | с. Шупики     | с. Шупики с. Карандинці с. Туники                     |           |                 |                         |                     |
| 22 | Щербашинецька сільська рада   | с. Щербашинці | с. Щербашинці                                         |           |                 |                         |                     |

* Примітки: м. — місто, смт — селище міського типу, с. — село, с-ще — селище